# Marquês de Exeter

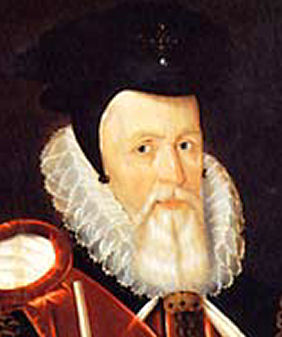
William Cecil, 1.º Barão Burghley

Marquês de Exeter é um título que foi criado duas vezes, uma vez no Pariato da Inglaterra e outra vez no Pariato do Reino Unido . A primeira criação ocorreu no Pariato da Inglaterra em 1525 para Henry Courtenay, 2.º Conde de Devon.

## Marquês de Exeter, primeira criação (1525)

Brasão de Henrique Courtenay, 1.º Marquês de Exeter (primeira criação): Esquartelado, 1º: Brasão real de Eduardo IV, dentro de uma bordadura contra-alterada; 2º e 3º: Ou, três torteaux gules (Courtenay); 4º: Ou, um leão rampante azul (Redvers)

- Henry Courtenay, 1.º Marquês de Exeter, 2.º Conde de Devon (falecido em 1538, executado em 1539).

## Barões Burghley (1571)
- William Cecil, 1.º Barão Burghley (1521–1598)
- Thomas Cecil, 2.º Barão Burghley (1542–1623) (criado Conde de Exeter em 1605)

## Condes de Exeter (1605)
Outros títulos (1.º conde em diante): Barão Burghley (Eng 1571)
- Thomas Cecil, 1.º Conde de Exeter (1542–1623)
- William Cecil, 2.º conde de Exeter (1566–1640)
- David Cecil, 3.º conde de Exeter (c. 1600–1643)
- John Cecil, 4.º conde de Exeter (1628–1678)
- John Cecil, 5.º conde de Exeter (c. 1648–1700)
- John Cecil, 6.º conde de Exeter (1674–1721)
- John Cecil, 7.º conde de Exeter (c. 1700–1722)
- Brownlow Cecil, 8.º conde de Exeter (1701–1754)
- Brownlow Cecil, 9.º conde de Exeter (1725–1793)
- Henry Cecil, 10.º Conde de Exeter (1754–1804) (criado Marquês de Exeter em 1801)

## Marqueses de Exeter, segunda criação (1801)
Outros títulos (1.º Marquês em diante): Barão Burghley (Eng 1571), Conde de Exeter (Eng 1605)
- Henry Cecil, 1.º Marquês de Exeter (1754–1804)
- Brownlow Cecil, 2.º Marquês de Exeter (1795–1867)
- William Alleyne Cecil, 3.º Marquês de Exeter (1825–1895)
- Brownlow Henry George Cecil, 4.º Marquês de Exeter (1849–1898)
- William Thomas Brownlow Cecil, 5.º Marquês de Exeter (1876–1956)
- David George Brownlow Cecil, 6.º Marquês de Exeter (1905–1981)
- (William) Martin Alleyne Cecil, 7.º Marquês de Exeter (1909–1988)
- (William) Michael Anthony Cecil, 8.º Marquês de Exeter (nascido em 1935)

Notas :
- O herdeiro aparente é o filho do atual titular, Anthony John Cecil, Lorde Burghley (nascido em 1970).
  - O herdeiro presuntivo do herdeiro aparente é seu primo em quarto grau (Hugh) William Amherst Cecil, 5.º Barão Amherst de Hackney (nascido em 1968), que é descendente do terceiro filho do terceiro Marquês.
    - Seu herdeiro é seu único filho, Jack William Cecil (nascido em 2001).

## Arvore genealógica
- William Cecil, 1.º Barão Burghley (1521–1598)
  - Thomas Cecil, 1.º Conde de Exeter (1542–1623)
    - William Cecil, 2.º conde de Exeter (1566–1640)
      - David Cecil, 3.º conde de Exeter (c. 1600–1643)
        - John Cecil, 4.º conde de Exeter (1628–1678)
          - John Cecil, 5.º conde de Exeter (c. 1648–1700)
            - John Cecil, 6.º conde de Exeter (1674–1721)
              - John Cecil, 7.º conde de Exeter (c. 1700–1722)
              - Brownlow Cecil, 8.º conde de Exeter (1701–1754)
                - Brownlow Cecil, 9.º conde de Exeter (1725–1793)
                  -  Henry Cecil, 1.º Marquês de Exeter (1754–1804)
                    -  Brownlow Cecil, 2.º Marquês de Exeter (1795–1867)
                      -  William Alleyne Cecil, 3.º Marquês de Exeter (1825–1895)
                        -  Brownlow Henry George Cecil, 4.º Marquês de Exeter (1849–1898)
                          -  William Thomas Brownlow Cecil, 5.º Marquês de Exeter (1876–1956)
                            -  David George Brownlow Cecil, 6.º Marquês de Exeter (1905–1981)
                            -  (William) Martin Alleyne Cecil, 7.º Marquês de Exeter (1909–1988)
                              -  (William) Michael Anthony Cecil, 8.º Marquês de Exeter (nascido em 1935)
                                - (1) Anthony John Cecil, Lorde Burghley (nascido em 1970)

                        - William Cecil (1854–1943)
                          - William Amherst Cecil (1886–1914)
                            -  William Alexander Evering Cecil, 3º Barão Amherst de Hackney (1912–1980)
                              -  William Hugh Amherst Cecil, 4º Barão Amherst de Hackney (1940–2009)
                                -  (2) Hugh William Amherst Cecil, 5º Barão Amherst de Hackney (n. 1968)
                                - (3, 2).Jack William Amherst Cecil (born 2001)

                            - (4, 3).Anthony Henry Amherst Cecil (born 1947)
                              - (5, 4). Henry Edward Amherst Cecil (born 1976)
                                - (6, 5).  George William Amherst Cecil (born 2009)

                              - (7, 6).  Thomas Anthony Amherst Cecil (born 1981)

                            - Henry Kerr Auchmuty Cecil (1914–1942)
                              - questão masculina no restante
                                - Alexander James Amherst Burnett of Leys (b. 1973)
                                  - descendência masculina e descendentes restantes

                              - Henry Richard Amherst Cecil (1943–2013)
                                - questão masculina no restante

                              - David Henry Amherst Cecil (1943–2000)
                                - descendência masculina e descendentes restantes

                          - Thomas James Amherst Cecil (1887–1955)
                            - Barclay James Amherst Cecil (1913–1987)
                              - descendência masculina e descendentes restantes

                          - John Francis Amherst Cecil (1890–1954)
                            - George Henry Vanderbilt Cecil (1925–2020)
                              - descendência masculina e descendentes restantes

                            - William Amherst Vanderbilt Cecil (1928–2017)
                              - descendência masculina e descendentes restantes

                          - Henry Mitford Amherst Cecil (1893–1962)
                            - Sir Oswald Nigel Amherst Cecil (1925–2017)
                              - descendência masculina e descendentes restantes

                        - Lord John Pakenham Joicey-Cecil (1867–1942)
                          - Edward Wilfred George Joicey-Cecil (1912–1985)
                            - descendência masculina e descendentes restantes